# Campo minado (programa de televisión)
Campo minado fue un programa de televisión chileno de actualidad y entretenimiento emitido por Vía X entre el 30 de marzo de 2015 y el 12 de agosto de 2016.

## Historia
La idea consiste en conversar de los distintos temas que cubren la agenda noticiosa nacional por un panel compuesto únicamente por mujeres, sin mayores reglas que sólo ser sí mismas. Campo minado comenzó el 30 de marzo de 2015 con la conducción de dos comediantes, Natalia Valdebenito y Paloma Salas, y dos periodistas, Claudia Aldana y Emilia Pacheco.
En sus primeros meses el programa fue bastante aplaudido en redes sociales. Sin embargo, en septiembre de 2015 Valdebenito fue despedida por diferencias con los ejecutivos. En su reemplazo, ingresaron la comediante  Chiqui Aguayo y la psicóloga Constanza Michelson, quienes solo estuvieron hasta el término de la primera temporada.
Campo minado regresó con su segunda temporada el 9 de marzo de 2016. Del grupo original solo continuaron Salas y Aldana. A ellas se sumaron la comediante Jani Dueñas y la periodista Valeria Ortega. Además, la actriz Claudia Hidalgo participó de manera recurrente.
El programa llegó a su fin de manera abrupta el 12 de agosto de 2016 debido a una crisis económica en Vía X gatillada por su la eliminación del canal de la parrilla de VTR.

## Equipo
- Natalia Valdebenito (2015)
- Paloma Salas (2015-2016)
- Claudia Aldana (2015-2016)
- Emilia Pacheco (2015)
- Chiqui Aguayo (2015)
- Constanza Michelson (2015)
- Jani Dueñas (2016)
- Valeria Ortega (2016)
- Claudia Hidalgo (2016)